# Hamana-ku
Hamana-ku (浜名区?) è uno dei tre quartieri amministrativi della città di Hamamatsu, in Giappone.
È stato formato il 1º gennaio 2024 dall'unione dei precedenti quartieri di Hamakita-ku e, in gran parte, di Kita-ku.